# In This Moment
In This Moment ist eine US-amerikanische Metalcore- und Alternative-Metal-Band aus Los Angeles, Kalifornien.

## Bandgeschichte
Die Band wurde 2005 von Sängerin Maria Brink und Gitarrist Chris Howorth ins Leben gerufen. Etwas später stiegen Jeff Fabb (Schlagzeug) und Blake Bunzel (Bass) ein. Nach einigen Wechseln am Bass konnte mit Travis Johnson ein fester Bassist gewonnen werden. In This Moment begann Demos aufzunehmen und über MySpace zu veröffentlichen. Mit selbstorganisierten Konzerten im Umfeld von Los Angeles weckten sie die Aufmerksamkeit des Plattenlabels Century Media Records und die Band bekam einen Plattenvertrag. Noch vor der Veröffentlichung des Debütalbums schickte Century Media die Band im Vorprogramm von Diecast und 36 Crazyfists auf Tour.
Ihr erstes Album Beautiful Tragedy wurde am 20. März 2007 von Century Media veröffentlicht. Die Band spielte im gleichen Jahr auf dem Ozzfest. 2008 folgte das zweite Album The Dream. Das Album erreichte Platz 73 der Billboard-Charts. Im April 2009 tourten In This Moment als Vorband von Papa Roach zusammen mit Filter durch Europa, wo sie auch Shows in Deutschland spielten. 2009 verließ Jesse Landry die Gruppe nach Auftritten beim Download-Festival und der Warped Tour, für ihn kommt Kyle Konkiel. 2010 erschien das Album A Star-Crossed Wasteland, das auf Platz 40 der US-Charts einstieg. Noch im selben Jahr stieg Kyle Konkiel aus der Band aus und Travis Johnson übernahm seine Position am Bass.

## Musikstil
In This Moment ist eine der wenigen US-amerikanischen Metalcore-Bands mit einer Sängerin. Am Anfang war die Gruppe noch tief in diesem Musikstil verwurzelt, doch spätestens mit dem Album The Dream wandelte sie sich unter Regie des Pop-Produzenten Kevin Churko zu einer sehr melodischen Gruppe. Zudem wechselte der Gesang von Maria Brink von reinem gutturalem Screaming zu einer Mischung mit klarem Gesang.

## Bandmitglieder

In This Moment live auf dem With Full Force 2018
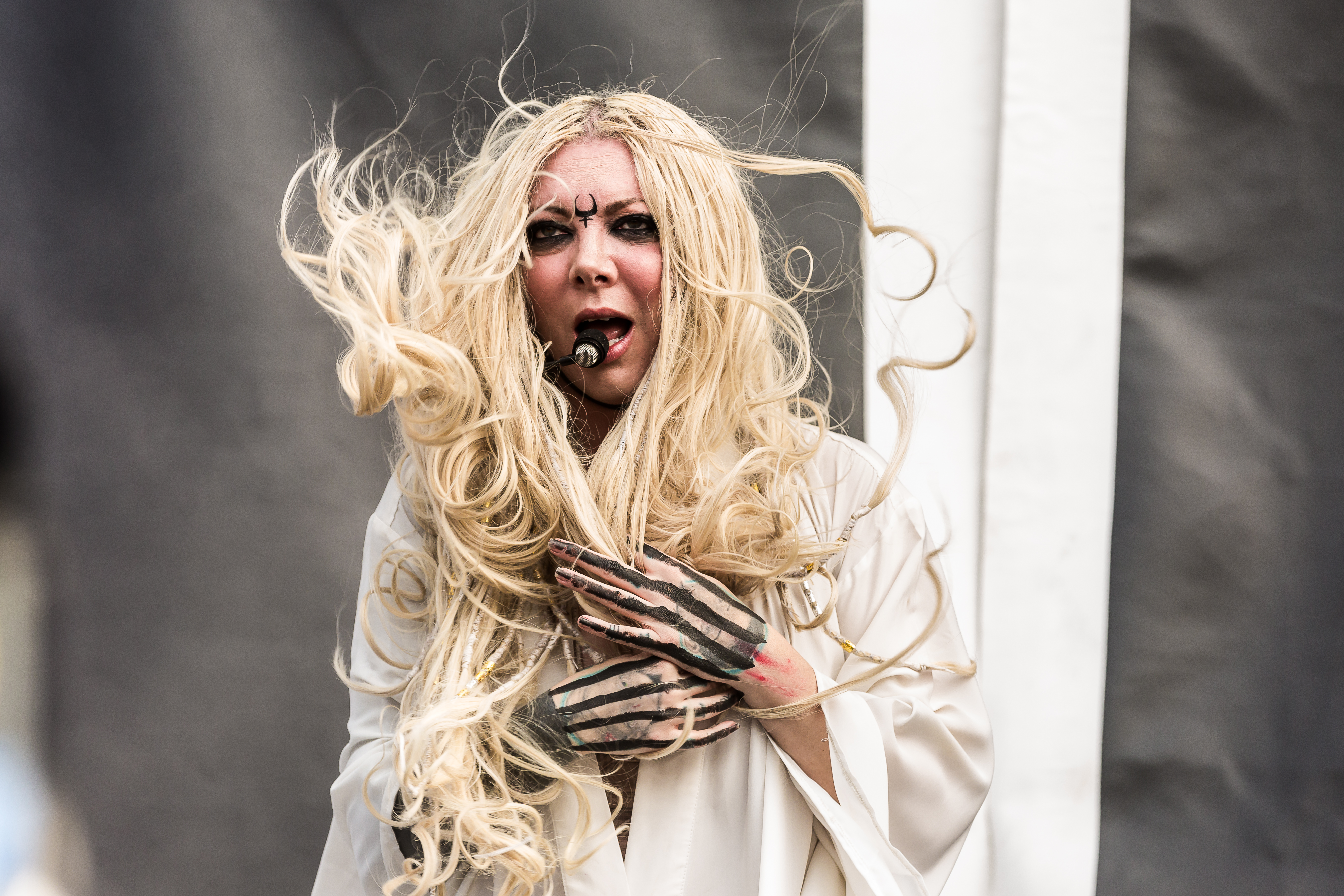
Sängerin Maria Brink
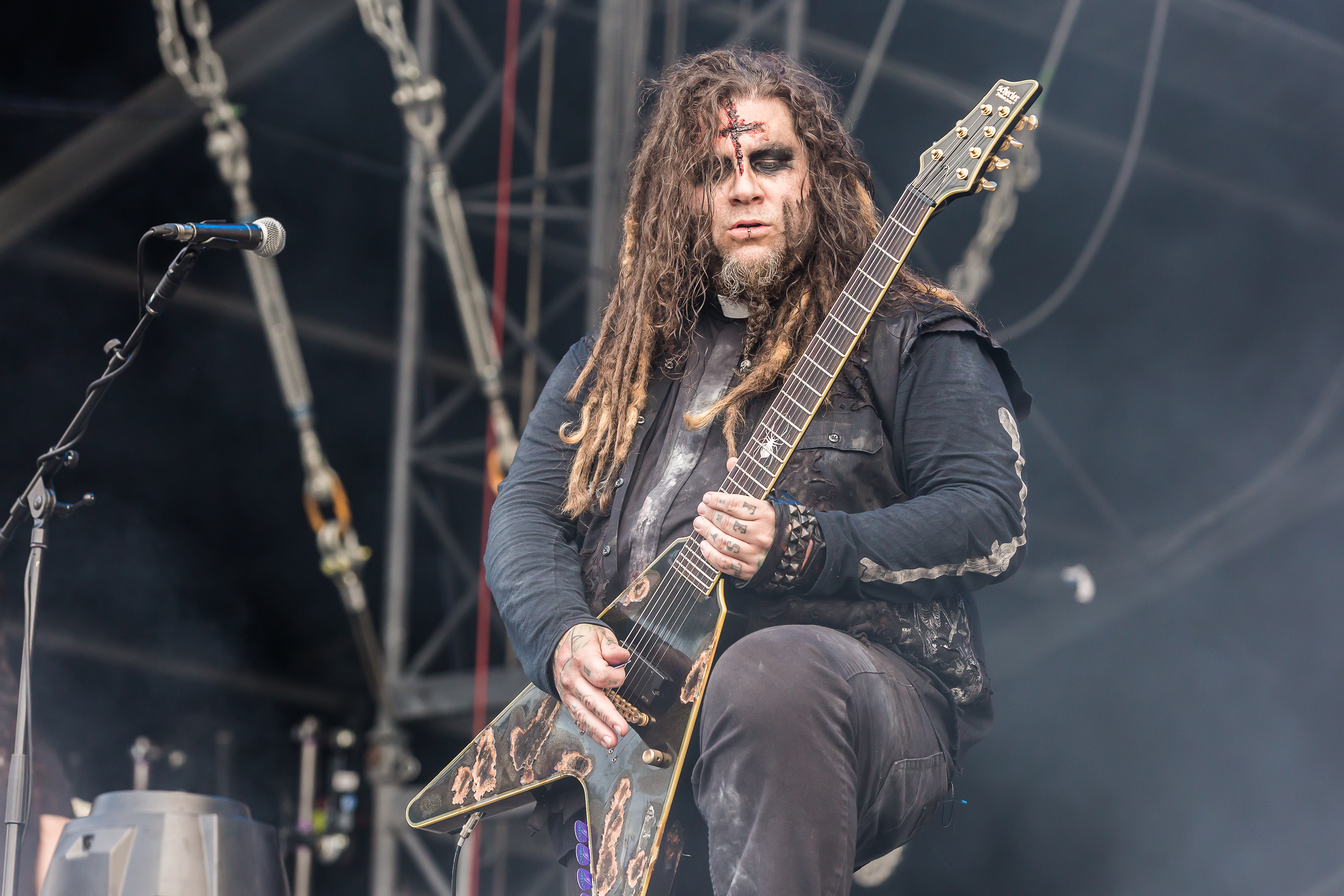
Lead-Gitarrist Chris Howorth
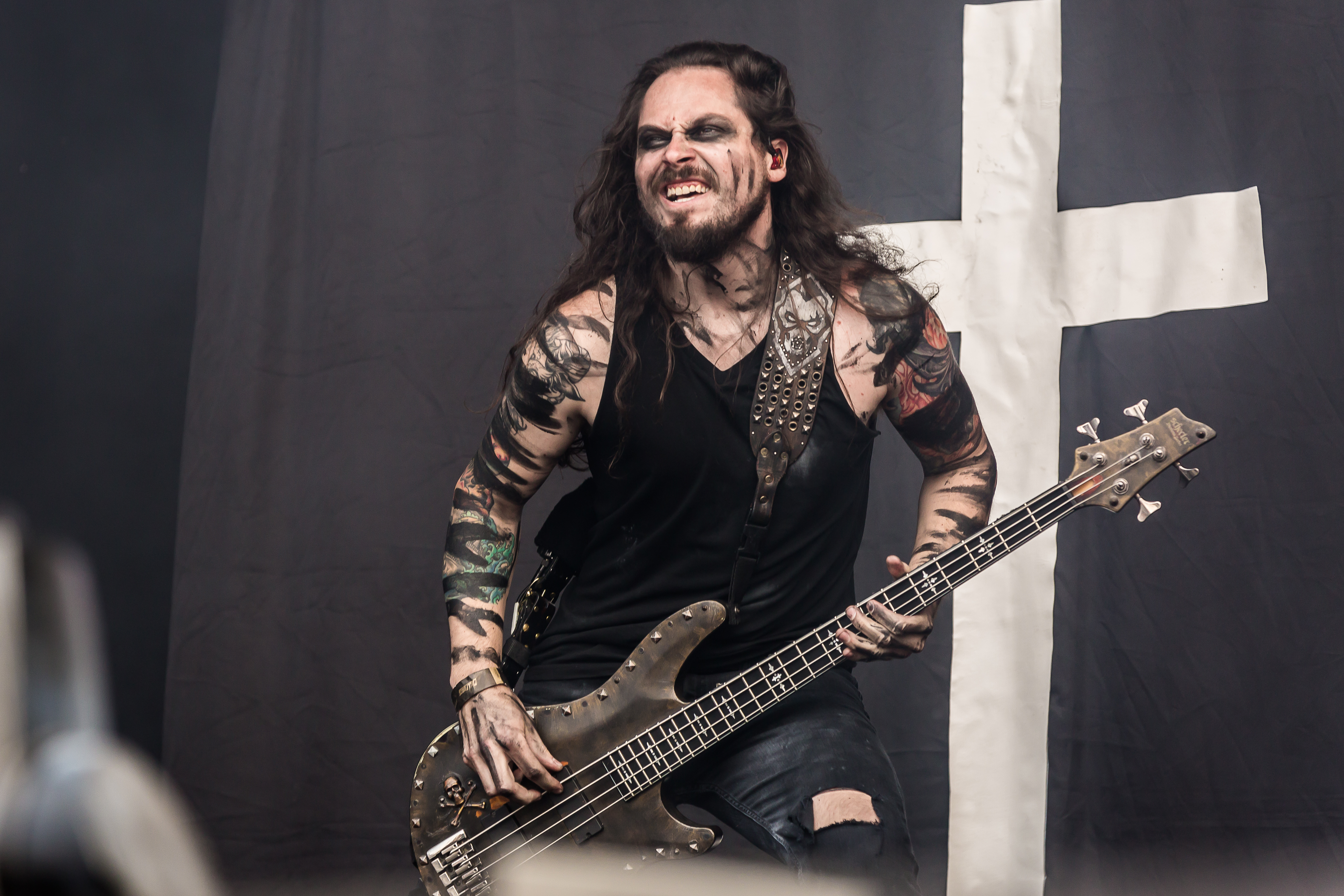
Bassist Travis Johnson
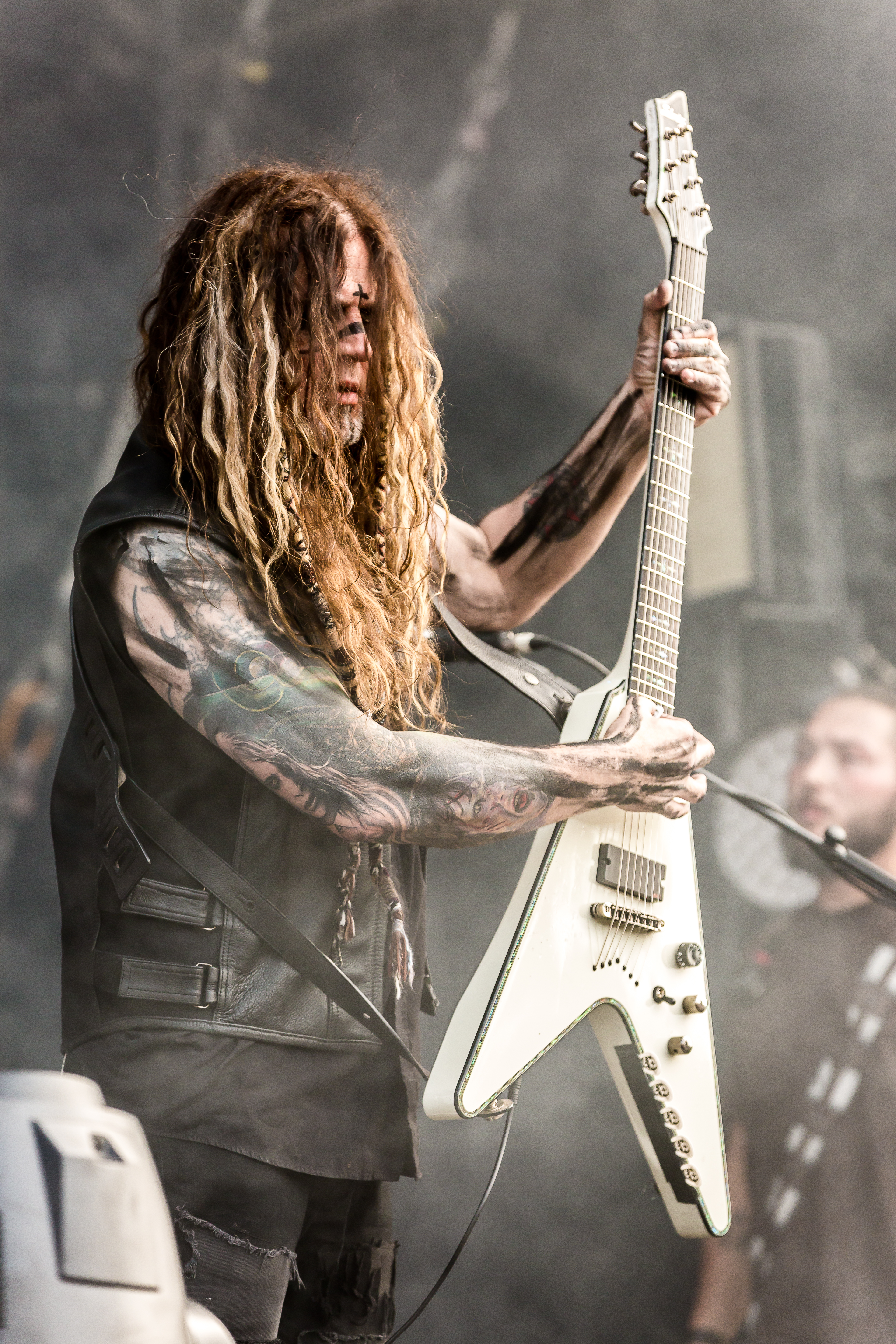
Rhythmus-Gitarrist Randy Weitzel
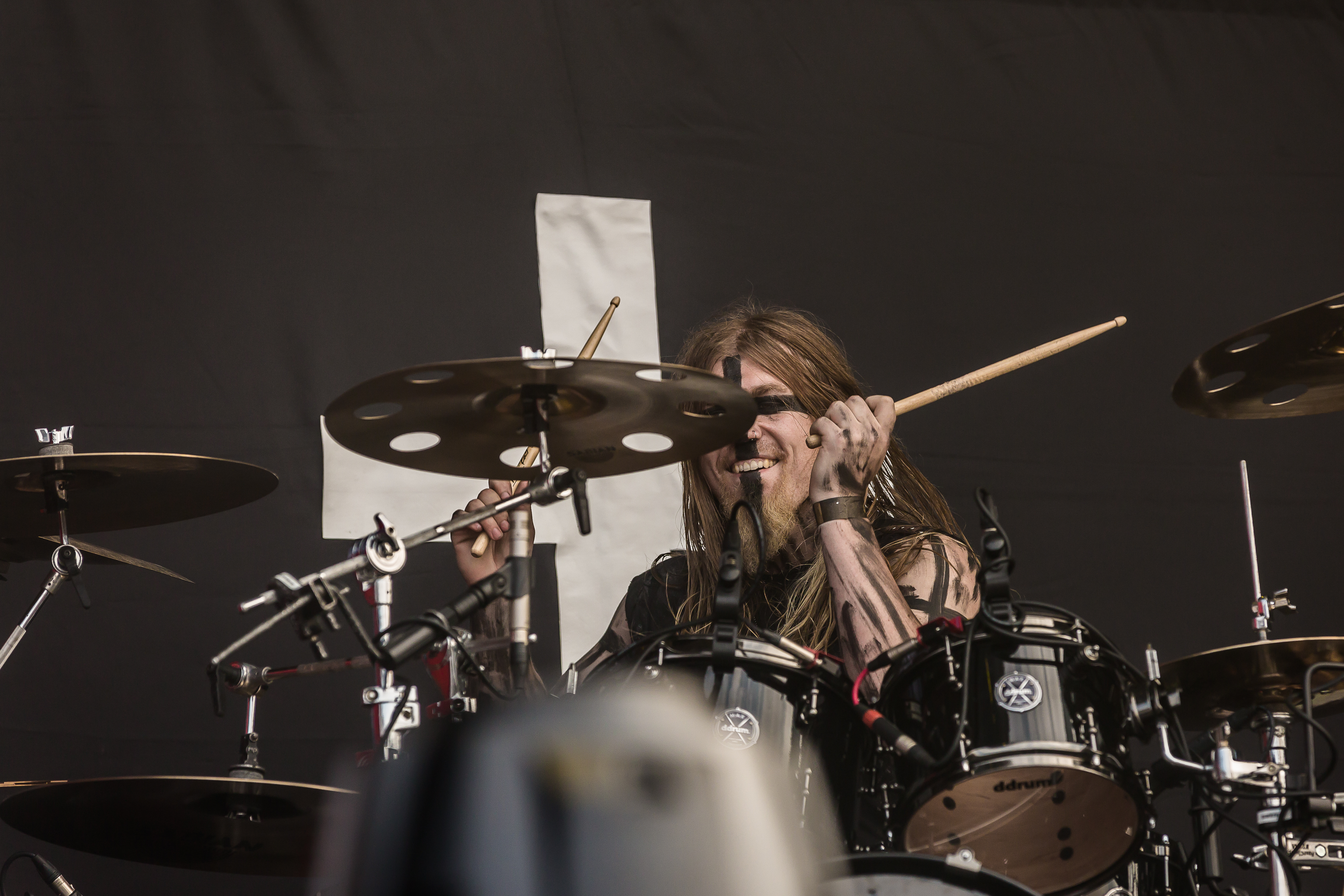
Schlagzeuger Kent Diimmel

## Diskografie

### Studioalben
| Jahr | Titel Musiklabel                       | Höchstplatzierung, Gesamtwochen, AuszeichnungChartplatzierungen (Jahr, Titel, Musiklabel, Platzierungen, Wochen, Auszeichnungen, Anmerkungen) | Höchstplatzierung, Gesamtwochen, AuszeichnungChartplatzierungen (Jahr, Titel, Musiklabel, Platzierungen, Wochen, Auszeichnungen, Anmerkungen) | Höchstplatzierung, Gesamtwochen, AuszeichnungChartplatzierungen (Jahr, Titel, Musiklabel, Platzierungen, Wochen, Auszeichnungen, Anmerkungen) | Höchstplatzierung, Gesamtwochen, AuszeichnungChartplatzierungen (Jahr, Titel, Musiklabel, Platzierungen, Wochen, Auszeichnungen, Anmerkungen) | Höchstplatzierung, Gesamtwochen, AuszeichnungChartplatzierungen (Jahr, Titel, Musiklabel, Platzierungen, Wochen, Auszeichnungen, Anmerkungen) | Anmerkungen                                               |
| Jahr | Titel Musiklabel                       | DE | AT | CH | UK | US | Anmerkungen                                               |
| ---- | -------------------------------------- | --- | --- | --- | --- | --- | --------------------------------------------------------- |
| 2007 | Beautiful Tragedy Century Media        | — | — | — | — | — | Erstveröffentlichung: 20. März 2007                       |
| 2008 | The Dream Century Media                | — | — | — | — | US73 (1 Wo.)US | Erstveröffentlichung: 30. September 2008                  |
| 2010 | A Star-Crossed Wasteland Century Media | — | — | — | — | US40 (4 Wo.)US | Erstveröffentlichung: 9. Juli 2010                        |
| 2012 | Blood Century Media                    | — | — | — | — | US15 Gold · (33 Wo.)US | Erstveröffentlichung: 14. August 2012 Verkäufe: + 500.000 |
| 2014 | Black Widow Atlantic Records           | — | — | — | UK81 (1 Wo.)UK | US8 (4 Wo.)US | Erstveröffentlichung: 17. November 2014                   |
| 2017 | Ritual Roadrunner Records              | DE51 (1 Wo.)DE | AT44 (1 Wo.)AT | CH50 (1 Wo.)CH | UK95 (1 Wo.)UK | US23 (2 Wo.)US | Erstveröffentlichung: 21. Juli 2017                       |
| 2020 | Mother Roadrunner Records              | DE38 (1 Wo.)DE | AT46 (1 Wo.)AT | CH46 (1 Wo.)CH | UK96 (1 Wo.)UK | US34 (1 Wo.)US | Erstveröffentlichung: 27. März 2020                       |
| 2023 | Godmode Roadrunner Records             | — | — | CH78 (1 Wo.)CH | — | — | Erstveröffentlichung: 27. Oktober 2023                    |

### Sonstige Alben
- 2014: Blood at the Orpheum (Live-Album)
- 2015: Rise of the Blood Legion: Greatest Hits (Chapter 1) (Best-of-Album)

### EPs
- 2022: Blood 1983

### Singles
- 2007: Prayers
- 2007: Beautiful Tragedy
- 2007: Surrender
- 2008: Forever
- 2008: I’m Broken (Pantera-Cover)
- 2009: Call Me (Blondie-Cover)
- 2009: A Dying Star
- 2010: The Gun Show
- 2010: The Promise (mit Adrian Patrick von Otherwise)
- 2012: Blood (US: Gold)
- 2013: Adrenalize (US: Gold)
- 2013: Whore (US: Platin)
- 2014: Sick Like Me (US: Gold)
- 2014: Big Bad Wolf (US: Gold)
- 2014: Bloody Creature Poster Girl
- 2014: Sex Metal Barbie (US: Gold)
- 2017: Oh Lord
- 2017: Roots
- 2017: In the Air Tonight (US: Gold)
- 2018: Black Wedding (featuring Rob Halford, US: Gold)
- 2020: The In-Between
- 2023: The Purge

## Auszeichnungen für Musikverkäufe
Anmerkung: Auszeichnungen in Ländern aus den Charttabellen bzw. Chartboxen sind in ebendiesen zu finden.
| Land/RegionAuszeichnungen für Musikverkäufe (Land/Region, Auszeichnungen, Verkäufe, Quellen) | Gold     | Platin  | Verkäufe  | Quellen  |
| -------------------------------------------------------------------------------------------- | -------- | ------- | --------- | -------- |
| Vereinigte Staaten (RIAA)                                                                    | 8× Gold8 | Platin1 | 5.000.000 | riaa.com |
| Insgesamt                                                                                    | 8× Gold8 | Platin1 |           |          |